# Auriane Mallo
Auriane Mallo (født 11. oktober 1993) er en fransk fægter, der konkurrerer i kårde.
Hun repræsenterede Frankrig ved sommer-OL 2016 i Rio de Janeiro, hvor hun blev elimineret i anden runde.
Ved sommer-OL 2024 i Paris vandt hun sølv.